# 게이머스 (상점)

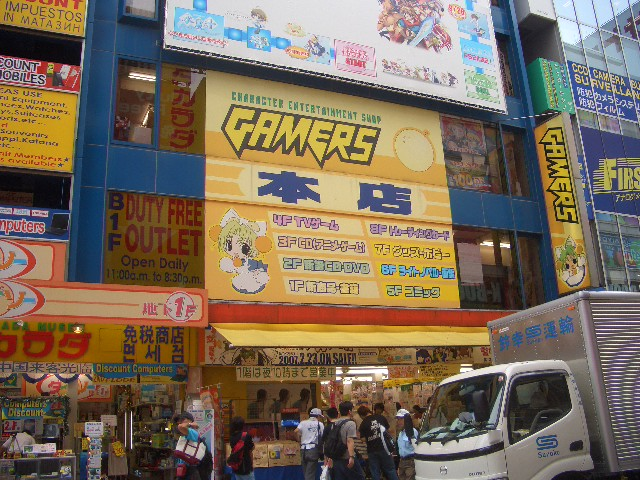
아키하바라의 게이머스 본점

게이머스(ゲーマーズ 게마즈[*])는 주식회사 브로콜리가 운영하는 애니메이션, 만화, 게임 또는 그 관련 상품의 판매점이다. 아키하바라(본점)를 포함해 일본의 각 지역에 18개 점포(직영 15, 프랜차이즈 3)가 운영되고 있다.

## 사력
1996년에 주식회사 브로콜리 의 소매 부문의 명칭으로 탄생했다.
브로콜리의 메인 업무로 자리매김되어, 최성기에는 전국 25개소에 점포를 갖고 있었지만, 급격한 출점이었기 때문에 자금이 따라잡히지 않게 되어 버린데다, 상품 전개·기획 전개(게이머즈· 가디언・페어리즈 관련)의 실패도 겹쳐, 브로콜리의 경영난으로 연결되어 버린다.
2008년 1월, 브로콜리가 라이벌 관계에 있던 애니메이트 와 업무·자본 제휴를 체결해, 양사의 합작 기업 「주식회사 아니브로」를 설립, 운영을 그곳에 이관시켰다. 또 점포명도 일부 점포를 제외하고 순차적으로 ' 애니블로게이머즈 '로 변경했다.
그 후 브로콜리는 콘텐츠 비즈니스가 중심이 된다. 한편 소매업이 부족해 미래의 성장성을 전망할 수 없는 점에서 2011년 6월 '게이머즈' 전 점포와 주식회사 애니블로의 주식을 모두 애니메이트에 양도했다. 브로콜리는 여성용 기획을 하고 애니블로를 통해 전국 애니메이트에서 상품을 판매하고 있다.
2014년 애니블로는 ' 주식회사 게이머즈' 로 상호 변경, 점포명도 '게이머스'로 돌아왔다.
현재는 개업 예정인 점포를 포함하면 전국에 18개 점포만 개업하고 있다.
덧붙여서 일부 정령 지정 도시나 도심부 등 「아무리도 있을 것 같은 장소」에 없는 것은, 실은 과거에 벌써 만들어져 있어 실적 부진 때문에 폐점한 전례가 있기 때문에, 그만큼 경영면에서는 어려운 상황 이라고 한다 일이다.
시부야점(현 BRASSERIE VIRON 시부야점)이나 다치카와점(현재 신반 다치카와점)등은 바로 그 상징으로, 중국 지방에 점포는 없다고 썼지만, 한때는 오카야마현 오카야마시에 오카야마점(현 헤어 살롱 파브 믹스 오카야마)가 존재했다.
즉, 기존의 점포는 업무 태세를 바꾸는 등 해 겨우 어떻게든 살아남은 점포라고 할 수 있다.
덧붙여 2016년 이후 신설된 점포는 모두 러브라이브 !시리즈의 오피셜 숍이 되고 있다. 특히 누마즈점은 개업으로부터 5년 이상 계속되고 있는 호흡이 긴 점포가 되고 있어, 상기의 입지의 실패도 고려하면 혼돈이 많은 장소에 점포를 두는 것보다, 고정 팬을 많이 끌어당기기 쉬운 특정 시리즈의 성지 에 점포를 두는 것이 영업 효율이 좋다고 판단되고 있는 것 같다.
2021년 11월 1일자로 운영회사가 주식회사 게이머즈로부터 같은 애니메이트 그룹으로 카드게임 전문점을 운영하고 있는 주식회사 카드랩으로 이관 되었다. 「게이머즈」라는 옥호는 유지되고 있다. 이관 이유는 나타내지 않고, 이관 후의 주식회사 게이머즈의 취급도 불명. 그러나 삿포로점에서는 2023년에 병설된 카드랩이 확대되어, 게이머즈는 예약 상품의 수령과 소수의 물판만이라는 퇴화커녕 실질 죽음으로 몸으로 되어, 카드오타 이외 아무도 기뻐하지 않는 누득 레벨의 상황이 되었다 버렸다. 또한 고베점이나 오미야점 등이 점포 자체의 폐점에 몰려있다.